# Wei Yi-Ching
Wei Yi-Ching (né le 5 juillet 1998) est un athlète taïwanais, spécialiste du sprint.
Il remporte la médaille d'argent du relais 4 x 100 m lors des Championnats d'Asie 2019.